# Бедески, Джулио
Джулио Бедески (итал. Giulio Bedeschi; 31 января 1915, Арциньяно — 29 декабря 1990, Верона) — итальянский писатель. В годы Второй мировой войны — офицер королевской армии. Наиболее известен как автор мемуаров о службе в Итальянской армии в России — «Centomila gavette di ghiaccio» («Сто тысяч котелков льда»).
Родился в городке Арциньяно (провинция Виченца), после окончания медицинского факультета Болонского университета поступил в офицерское училище, которое закончил в 1940 году как офицер медицинской службы. С началом боевых действий в Греции записался добровольцем во 2-й батальон 11-го пехотного полка из состава 56-й пехотной дивизии «Казале» (звание — младший лейтенант). Позднее переведён в 13-ю батарею артиллерийской группы «Конельяно» (3-й горнострелковый артиллерийский полк, 3-я альпийская дивизия «Джулия»), в составе которой в дальнейшем воевал на Восточном фронте. В январе 1943 года сумел пережить отступление итальянцев. Награждён двумя военными крестами «За воинскую доблесть» и одним крестом «За боевые заслуги».
После капитуляции Италии Бедески встал на сторону Итальянской социальной республики Муссолини, после чего был назначен федеральным секретарём Республиканской фашистской партии в городе Форли, командовал расквартированной там же 25-й чёрной бригадой «Артуро Капанни». Конец войны застал его бригаду в районе коммуны Тьене, бригада вели бои с бойцами местного Сопротивления. После роспуска бригады в Виченце Бедески сбежал на Сицилию, первые несколько лет после войны скрываясь там от преследования фашистов бывшими партизанами. Провинциальная комиссия Форли по санкциям против политически опасных фашистов признала Бедески «политически опасным фашистом» и 24 апреля 1946 года вызвала его на допрос, однако он не подчинился и, как следствие, был на десять лет лишён избирательного права.
Поработав несколько лет в госпитале на Сицилии, Бедески вернулся в Венето, позднее перебравшись в Брешию, затем — в Милан, работая как врач-реаниматолог. Начиная с 1963 года Бедески опубликовал серию книг, затрагивавших тематику итальянских альпийских частей, кампанию итальянцев в СССР, и в целом — опыт, полученный итальянцами в годы Второй мировой войны; в числе таких книг — «Сто тысяч котелков льда», описывающая собственный опыт Бедески в СССР (написана в 1945—1946 годах). За эту книгу в 1964 году Бедески была присуждена премия Банкарелла. В 1966 году было опубликовано продолжение — «Il peso dello zaino». В период с 1972 по 1990 в печать вышли восемь книг, в которых Бедески собрал воспоминания итальянцев, воевавших на различных фронтах. В 1974 году Бедески получил премию Марии-Кристины Савойской. Умер в Вероне в 1990 году.